# Szöllősi Jenő
Szöllősi Jenő (Antalfalva, 1893. január 18. – Budapest, 1946. március 19.) nyilaskeresztes politikus, a Szálasi-kormány miniszterelnök-helyettese.

## Élete
A vajdasági Antalfalván született. Németországban, Karlsruhéban szerzett vegyészmérnöki oklevelet, majd Budapesten gyógyszerészi diplomát; a budapesti jogi karon abszolutóriumot szerzett.
Az első világháborúban tartalékos tisztként harcolt 30 hónapig az orosz, a román és az olasz fronton az 51. tüzérezred kötelékében. Századosként szerelt le, a Signum Laudis bronz és ezüst fokozatának, továbbá a bronz vitézségi éremnek birtokosaként.
1923-ban vásárolt gyógyszertárat Makón, a mai Sárga üzletház helyén. Vállalkozása mellett az akkori Csanád, Arad és Torontál k.e.e. vármegyei közigazgatásban töltött be törvényhatósági tisztséget, és tagja volt a város képviselő-testületének is. 1939-ben függetlenként Makó országgyűlési képviselőjévé választották.
A parlamentben belépett a jobboldali képviselőkből és felsőházi tagokból alakult Nemzeti Szövetségbe, majd 1941-től a Nyilaskeresztes Párt parlamenti frakcióját vezette. 1943-tól szerkesztője az Összetartás című nyilas napilapnak. A nyilas hatalomátvétel után a Szálasi-kormányban tárca nélküli miniszter, a miniszterelnök helyettese, ebben a tisztségében Szálasi jobbkeze volt 1944. október 16-a és 1945. március 27-e között. Az ő nevéhez fűződik Szálasi államfői kinevezéséről szóló törvény előterjesztése.
Gyógyszertárát 1944 őszén feldúlták. A kormány többi tagjával Németországba menekült a háború végén, ahol megadta magát az amerikaiaknak. Ők átadták az oroszoknak, és 1945. október 3-án hozták vissza Magyarországra. A Jankó Péter vezette népbíróság a háborús bűnösök perében a következő évben kötél általi halálra ítélte, 1946. március 19-én végezték ki Budapesten.